# 油かす (食品)

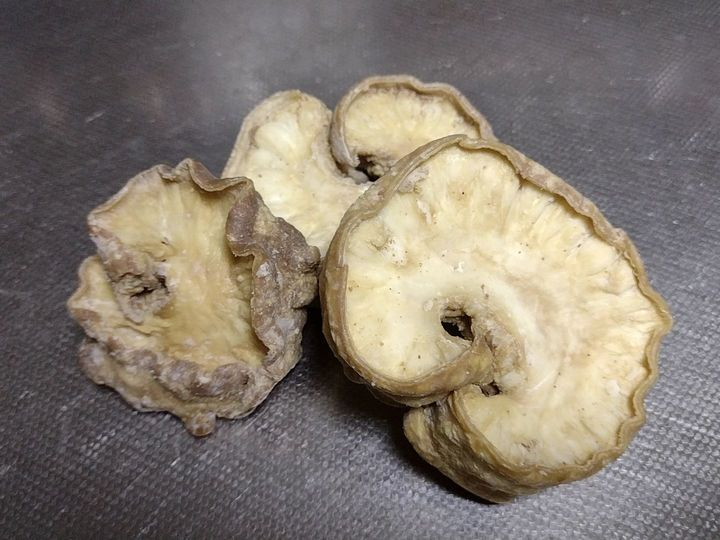
あぶらかす（牛）

油かす（あぶらかす）とは、食肉から食用油脂を抽出した残滓を利用した食品である。畜産物を生産・消費する地域の一部で見られる。類似の食品は全国に存在するが、それらの原料や製法は様々で、その成り立ちや文化的係累も違う、それぞれ異なる食品群である。本項では便宜上、それらを総じて油かすと呼ぶ。

## 製法
本来は食肉の脂身や内臓などを鍋の中で加熱し、油脂を取り出した後の副産物である。しかし現在加工食品として販売されているものは、牛の小腸や豚の胃、鶏の皮などを低温の油で揚げて水分を飛ばした物が一般的である（大阪の油かす、広島のせんじがら等）。スルメのように硬く噛み応えがあるため、乾燥食品と誤解する人もいる。

## 種類

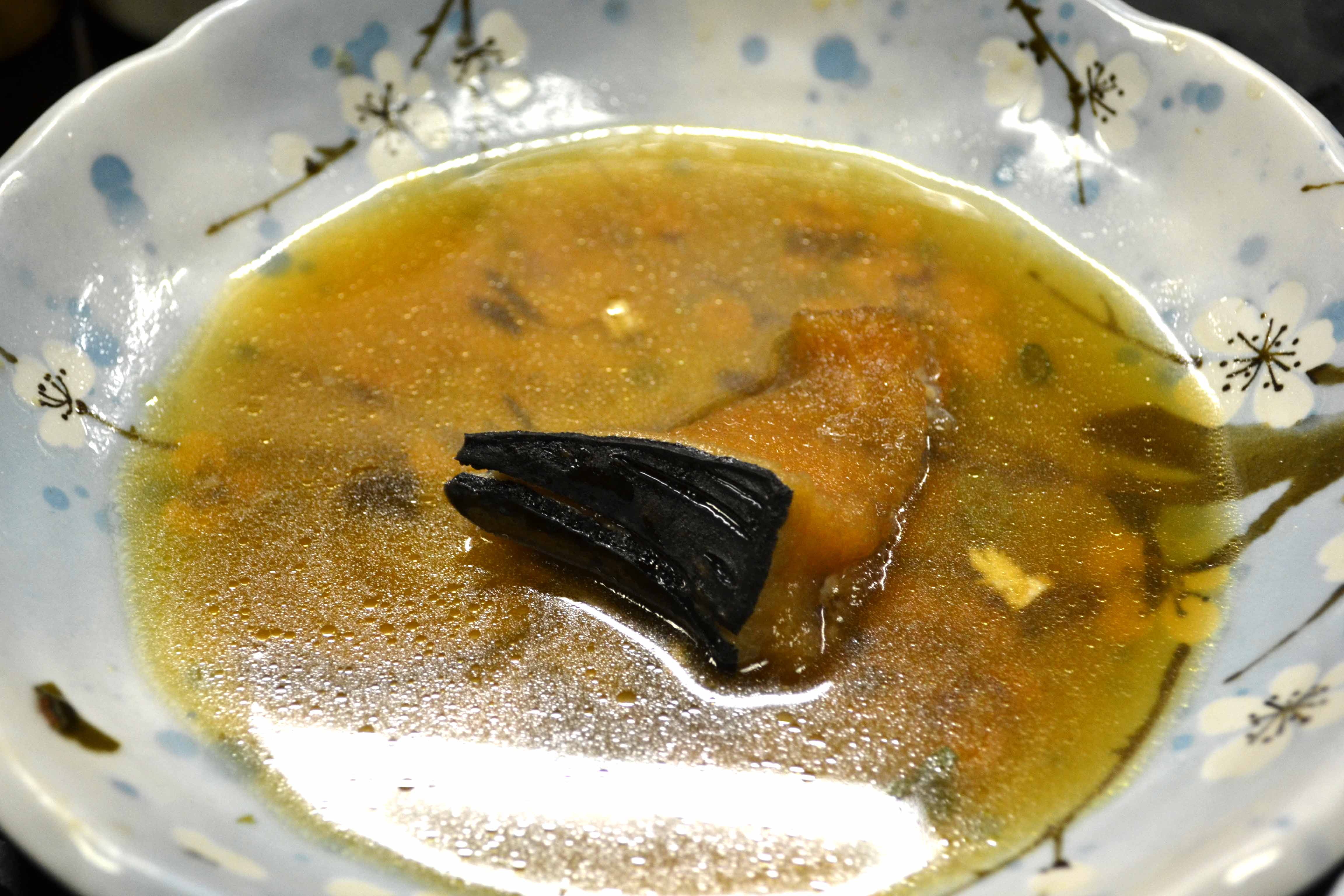
鯨の本皮を用いたコロのおでん

牛・馬
牛や馬の腸を熱してヘットや馬油を取り出した残りである。そのまま食べたり、野菜と煮たり、お好み焼きやうどんの具などしても広く用いられる。栄養学的には脂質は適度に抜けコラーゲンが豊富。乾燥状態ではかなり固いが、煮込むと非常にやわらかくなる。
- あぶらかす - 大阪府・京都府・奈良県・兵庫県など。単に「かす」ともいう。
- いりかす（煎りかす） - 山口県・徳島県など

豚
豚の背脂や三枚肉（豚バラ）を熱してラードを取り出した残りである。そのまま食べたり、煮物、炒め物、焼きそばの具などとして使用される。
- 肉かす - 静岡県　富士宮やきそばには欠かせない食材である。
- せしから（煎殻・煎じ殻） - 宮崎県
- せんじがら - 広島県　豚の胃（ガツ）を揚げたものが主体だが、メーカーによって牛ハラミ、鶏砂肝、鶏皮などのバリエーションもある。せんじ肉と書いて「せんじがら」と読ませたり、「せんじ揚げ」などの商品名でおつまみとして販売されている。
- あんだかしー（あぶらかす） - 沖縄県
- クラックリン（cracklin） - アメリカ南部
- ポーク・スクラッチング（pork scratching） - イギリス
- チチャロン（chicharrón） - スペイン、ラテンアメリカ　メキシコではサルサで煮込んだり、エスカベチェにもする

鯨
鯨の脂身が多い腹部の皮を熱して、鯨油を取り出した残りを乾燥させたものが流通している。おでんのダシとして用いるほか、そのまま煮込んだ物を食べる。大阪での需要が大きく商品価値が高かったため、より効率的な採油方法が開発された後も、あえて鍋で加熱する製法が使われていた。
- コロ - 大阪府など
- せしから - 鹿児島県
- いりかわ（炒り皮・煎り皮） - 皮脂や内臓を煮込んで、鯨油を取り出した後に乾燥させた物を指す。『東海道中膝栗毛』にも淀川のくらわんか舟で「煎皮」が提供される下りがある。

鶏
脂肪を多く含む鶏皮を原料とした製品が「鶏皮チップス」「鶏皮せんべい」などの名称でスナックとして製造販売されている例がある。アシュケナジム（東欧系ユダヤ人）は、シュマルツを抽出した後に残った家禽の皮をグリベネスと呼ぶ。

## 被差別部落との関連
油かすに類する食材は全国各地に存在するが、西日本で特に限定して「あぶらかす」「いりかす」などの名称を使うときは、一般的には同和地区を中心に流通する牛馬の大腸や小腸を原料とした保存食を指す。あぶらかすは原料が食肉の残滓であるため、かつては屠畜業に携わる者の多い被差別部落民の間でのみ流通・消費されてきた。『被差別の食卓』の著者、上原善広は油かすを「被差別部落のソウルフード」と呼んでいる。爾来、近畿地方ではさいぼしと並ぶ部落の伝統食であり、その名称を口に出すことすら憚られるような食材であったが、差別意識が薄らいだことやB級グルメブームの影響もあり、近年は堂々とメニューに掲げる店も増加している。こうした需要の増大により、以前に比べて価格も高騰傾向にある。